# Getting into Knives
Getting into Knives — девятнадцатый студийный альбом американской инди-рок группы The Mountain Goats из Клермонта (Калифорния). Он был выпущен 23 октября 2020 года на лейбле Merge Records

## История
Альбом был записан в марте 2020 года в течение шести дней на студии Sam Philips Recording в Мемфисе, в том же помещении, где психобилли-группа the Cramps записывала свой дебютный альбом Songs the Lord Taught Us 1980 года. Продюсером, инженером и микшером Getting Into Knives выступил Мэтт Росс-Спанг, который ранее занимался инжинирингом In League with Dragons (2019). Помимо того, что альбом был доступен на сервисах потокового вещания и скачивания, он также вышел на физических носителях на CD, виниле и кассете.
Лид-сингл «As Many Candles as Possible» был выпущен 11 августа 2020 года вместе с лирик-видео, снятым Лалитри Дарниэль. В песне участвует органист Чарльз Ходжес. «Get Famous» был выпущен 14 сентября 2020 года, а клип с участием группы в виде бобблхедов был выпущен 1 октября 2020 года. Финальный сингл «Picture of My Dress» был выпущен 12 октября 2020 года.

## Отзывы
| Совокупная оценка   | Совокупная оценка |
| Источник            | Оценка            |
| ------------------- | ----------------- |
| Metacritic          | 76/100            |
| Оценки критиков     |                   |
| Источник            | Оценка            |
| American Songwriter | [ 8 ]             |
| Exclaim!            | 7/10              |
| Pitchfork           | 7.7/10            |
| AllMusic            | [ 2 ]             |

Getting into Knives получил в основном положительные отзывы от современных музыкальных критиков. Интернет-журнал Pitchfork' оценил Songs for Pierre Chuvin в 7,7 балла из 10. Критик AllMusic Марк Деминг оценил альбом на 4 из 5 и отметил, что «на этот раз Дарниэль и его соратники представили нам набор из 13 песен о стольких же разных персонажах, которые пытаются двигаться вперёд в своей жизни и понять смысл окружающего их мира. Getting into Knives похож на сборник рассказов, с похожим объединяющим чувством, но с разным углом атаки для каждой главы. Песни Дарниэля необычайно грамотны и вдумчивы, не кажутся принуждёнными или претенциозными, и со временем он стал композитором, чья музыка столь же эффективна, как и его стихи. Getting into Knives вполне может стать лучшим и наиболее музыкально удовлетворительным альбомом Mountain Goats на сегодняшний день. Записанный в Мемфисе в марте 2020 года, он показывает, что Джон Дарниэль и его основное трио — Питер Хьюз на басу, Мэтт Дуглас на клавишных, деревянных духовых и гитарах и Джон Вурстер на барабанах — играют с уверенным взаимодействием, присущим джазовому коллективу, даже если мелодии уходят корнями в поп. Лёгкие, но жизненно важные нюансы аранжировок подкрепляются приветственными интерлюдиями приглашённых музыкантов (включая Чарльза Ходжеса из легендарного хаус-бэнда Hi Records на органе), а Дарниэль научился петь с авторитетом, который соответствует мастерству группы и придаёт своим героям жизнь и индивидуальность».

## Список композиций
Слова и музыка всех песен — John Darnielle.
| №                   | Название                                                   | Длительность |
| ------------------- | ---------------------------------------------------------- | ------------ |
| 1.                  | «Corsican Mastiff Stride»                                  | 2:20         |
| 2.                  | «Get Famous»                                               | 3:19         |
| 3.                  | «Picture of My Dress»                                      | 4:20         |
| 4.                  | «As Many Candles as Possible» (при участии Charles Hodges) | 3:24         |
| 5.                  | «Tidal Wave»                                               | 5:25         |
| 6.                  | «Pez Dorado»                                               | 4:56         |
| 7.                  | «The Last Place I Saw You Alive»                           | 4:40         |
| 8.                  | «Bell Swamp Connection»                                    | 5:50         |
| 9.                  | «The Great Gold Sheep»                                     | 5:03         |
| 10.                 | «Rat Queen»                                                | 4:09         |
| 11.                 | «Wolf Count»                                               | 3:49         |
| 12.                 | «Harbor Me»                                                | 4:07         |
| 13.                 | «Getting Into Knives»                                      | 5:14         |
| Общая длительность: | Общая длительность:                                        | 56:36        |

## Чарты
| Чарт (2020)                           | Высшая позиция |
| ------------------------------------- | -------------- |
| США Billboard 200                     | 162            |
| США Americana/Folk Albums (Billboard) | 4              |
| США Independent Albums (Billboard)    | 34             |
| США Top Rock Albums (Billboard)       | 27             |